# Kottmar
Kottmar település Németországban, azon belül Szászország tartományban. Lakosainak száma 7051 fő (2023. december 31.). Kottmar Ebersbach-Neugersdorf községgel határos.

## Népesség
A település népességének változása:
| Lakosok száma | 7369 | 7295 | 7170 | 7126 | 7051 |
|               | 2017 | 2019 | 2021 | 2022 | 2023 |